# Национальное управление безопасностью движения на трассах
Национальное управление безопасностью движения на трассах (англ. National Highway Traffic Safety Administration (NHTSA)) — агентство исполнительного департамента США — министерства транспорта США. Своей миссией ставят «Предотвращение смерти и травм на дорогах, снижение ущерба при авариях посредством исследования, и образования, улучшения стандартов безопасности и контроль исполнения законов» (англ. Save lives, prevent injuries and reduce economic costs due to road traffic crashes, through education, research, safety standards and enforcement activity).
В программу безопасности включены:
- Развитие, издание и правоприменение Федеральных стандартов автомобильной безопасности (FMVSS), стандартов регулирования расхода топлива.
- Развитие и распространение информации о средствах передвижения и автомобильного снаряжения посредством программы Оценки Новых Автомобилей (NCAP).
- Исследование ситуации на дорогах на предмет возможных дефектов и несоответствий, и в соответствующих случаях средства передвижения и автомобильное оборудование, которые представляют угрозу безопасности движения или не соответствуют FMVSS.

- Исследование проблем безопасности и поддержка развития стандартов по этим проблемам.
- Соответствующее исследование и способствование развития и применения новых технологий, которые способны улучшить безопасность на дорогах и оптимизировать расход топлива.Ежегодные дорожно-транспортные происшествия в США на миллиард пройденных миль транспортных средств (красный), пройденные мили (синий), на миллион человек (оранжевый), общая ежегодная смертность (светло-синий), VMT в 10 миллиардах (темно-синий) и население в миллионах (бирюзовый) с 1921 по 2017 год

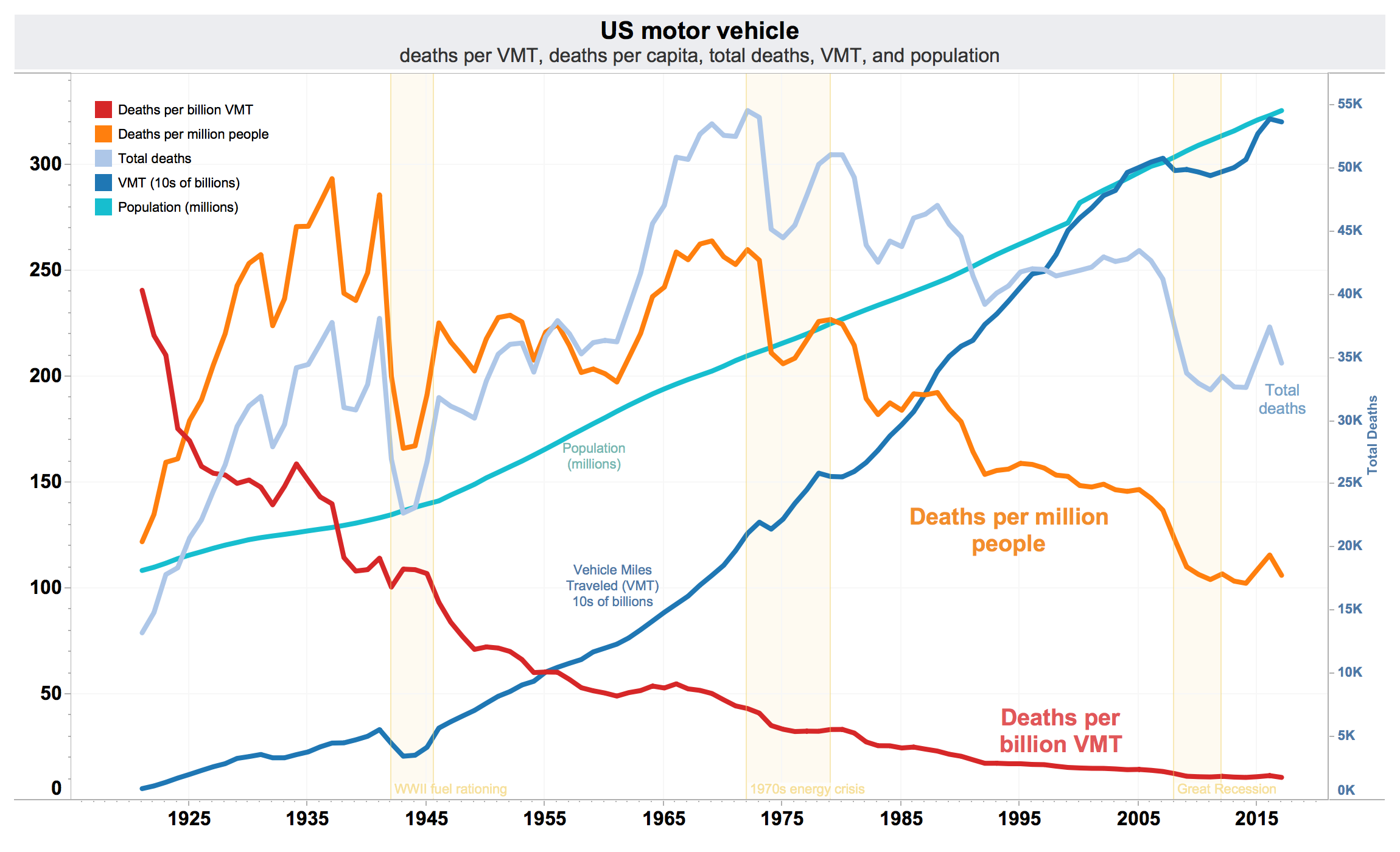
Ежегодные дорожно-транспортные происшествия в США на миллиард пройденных миль транспортных средств (красный), пройденные мили (синий), на миллион человек (оранжевый), общая ежегодная смертность (светло-синий), VMT в 10 миллиардах (темно-синий) и население в миллионах (бирюзовый) с 1921 по 2017 год

- Сбор и анализ данных столкновений и происшествий на дорогах, позволяющих выявлять возможные проблемы безопасности и оценить эффективность существующих законов и правил.

Часть деятельности NHTSA заключается в написании и продвижении стандартов безопасности, противодействия кражам, и повышения экономичности автомобилей. NHTSA также занимается лицензированием автопроизводителей и импортёров, позволяя и запрещая импорт автомобилей и запчастей подлежащих контролю, управляет системой идентификационных номеров транспортных средств, разработкой антропоморфических манекенов, используемых в тестах безопасности.